# Альт (музичний інструмент)
Альт (фр. alto, італ. viola) — струнно-смичковий музичний інструмент скрипкового сімейства. Має чотири струни, які настроюються на квінту — (c, g, d1,a1), тобто на квінту нижче, ніж у скрипки. Походить від віоли, дещо більший від скрипки.

## Характеристика

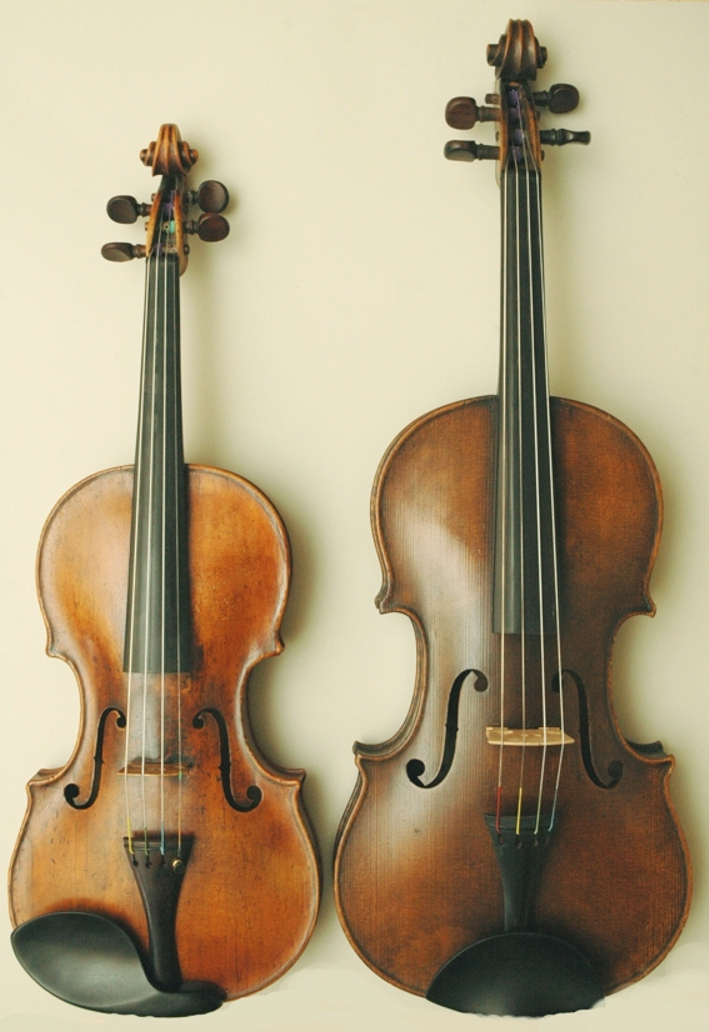
Скрипка й альт

Зовні альт є майже тотожний до скрипки, але дещо більший за розміром. Довжина 390—460 мм. З'явився у XV–XVI століттях. Звучання — співучіше, об'ємніше, це зумовлено тим, що розміри його корпусу більші, ніж у скрипки.
(приклад звучання альтаⓘ)
Звичайно альти грають середній голос у симфонічному оркестрі, (у великому симфонічному оркестрі зазвичай 10 альтистів). Альт є обов'язковим учасником смичкового дуету, тріо, квартету, квінтету, а також є солюючим інструментом.
Діапазон альта — від с до e3, іноді вище. Ноти для альта записують в альтовому, та скрипковому (у верхньому регістрі) ключах. У партитурі для симфонічного оркестру партія альтів пишеться між партією других скрипок та партією віолончелей.

## Репертуар
Концертні п'єси для альта почали з'являтися вже у XVIII ст. (Концертна симфонія для скрипки та альта з оркестром В. А. Моцарта, концерти Я. Стаміца, братів Карла і Антона Стаміців,Ґ. Телемана, Й. С. Баха, Й. К. Баха, М. Гайдна, А. Ролли, Д. фон Діттерсдорфа, соната Н. Паганіні, варіації для скрипки та альта І. Хандошкіна тощо). Сонату для альта написав М. Глінка. У XX ст. концерти та сонати для альта створили Б. Барток, П. Гіндеміт, Д. Шостакович, В. Волтон, С. Форсайт, А. Бакс, А. Блісс, Д. Мійо, А. Онеґґер, В. Крюков, Б. Зейдман, Р. Бунін, А. Шнітке, Г. Канчелі та ін.; відомі також концертні п'єси для альта і в інших жанрах.
На теренах України альт, на відміну від традиційної скрипки, з'явився наприкінці XIX ст. Найпоширенішим було використання альта у струнному квартеті та камерних ансамблях. Спочатку альт викладався у класі скрипки як суміжний інструмент, пізніше його було виділено в оркестровий клас. Така специфікація позитивним чином вплинула на розвиток виконавства й популяризацію альта на концертних майданчиках.
Твори для альта в різних жанрах створювали відомі українські композитори XX ст. — Ф. Якименко, Б. Лятошинський (дві п'єси для альта й фортепіано), М. Скорик («Речитатив», частина з Концерту для оркестру), Б. Буєвський (Концерт для альта з оркестром, 1980), Є. Станкович (Концерт для альта й симф. орк. та п'єса для альта й фортепіано «Гірська легенда»), Г. Ляшенко («Con amore» для альта й симфонічного оркестру, мініатюри для альта й фортепіано), І. Карабиць («Експромт»), Ю. Іщенко (сонати для альта соло та у супроводі фортепіано), Г. Гаврилець (Концерт для А. з оркестром та Соната для альта й фортепіано), Ж. Колодуб (Концерт для альта) тощо. Відомими є й українські виконавці на альті: І. Вакс, А. Венжега, С. Кулаков, С. Кочарян, 3. Дашак, Є. Лобуренко, Р. Денисюк, С. Романський, Д. Гаврилець, Д. Комонько, Б. Дев'ятов, М. Удовиченко, Е. Купріяненко, А. Війтович, О. Лагоша, Г. Вайнштейн та ін. Деякі з них визначились і як талановиті педагоги. 2004 у Києві відбувся Міжнародний конкурс альтистів ім. 3. Дашака. Учасниками конкурсу стали молоді виконавці у 2-х вікових групах — середня (учні середніх спеціальних закладів), старша (студенти, аспіранти та випускники вузів). Спеціальний конкурсний твір, п'єсу для альта і фортепіано написав Є. Станкович.

## Видатні альтисти
- Юрій Башмет (Росія)
- Вільям Прімроуз (ВБ)
- Лайонел Тертіс (США)
- Федір Дружинін (СССР)
- Вадим Борисовський (СССР)
- Кім Кашкашян (США)
- Імаї Нобуко (Японія)
- Михайло Кугель (США)
- Пауль Гіндеміт (Німеччина)
- Табеа Ціммерман (Німеччина)
- Ян Раковський (Польща)

## Альтові майстри
- Гаспаро да Сало (Gasparo da Salò), (1540—1609) — італійський майстер. Інструменти його роботи відрізняються м'яким звуком.
- Андреа Аматі (Andrea Amati), (1510—1577).
- Андреа Гварнері (Andrea Guarneri), (1622/1626-1698) — учень Аматі, жив у Кремоні.
- Антоніо Страдіварі (Antonio Stradivari), (1644—1737), — учень Аматі.

## Деякі твори для альта

### З оркестром
- В. А. Моцарт — Концертна симфонія для альта і скрипки з оркестром
- Ніколо Паганіні — Соната для великого альта
- Гектор Берліоз — Концертна симфонія для альта з оркестром «Гарольд в Італії»
- Бела Барток — Концерт для альта з оркестром
- Пауль Гіндеміт — Концерт для альта з оркестром «Der Schwanendreher[en]»
- Вільям Волтон — Концерт для альта з оркестром
- Едісон Денисов — Концерт для альта з оркестром
- Альфред Шнітке — Концерт для альта з оркестром

### З фортепіано
- Михайло Глінка — Незакінчена соната для альта і фортепіано (закінчена В. В. Борисовським)
- Дмитро Шостакович — Соната для альта і фортепіано
- Йоганнес Брамс — 2 сонати для альта і фортепіано
- Роберт Шуман — Märchenbilder для альта і фортепіано
- Микола Рославець — Сонати для альта і фортепіано
- Алан Хованесс — Соната для альта
- Іван Карабиць — Експромт для альта і фортепіано

### Соло
- Макс Регер — Сюїти для альта соло
- Валентин Бібік - 2 сонати для альта соло
- Олександр Щетинський - Соната для альта соло